# Оригиналните царе на комедията
„Оригиналните царе на комедията“ (на английски: The Original Kings of Comedy) е американски стенд-ъп комедия от 2000 г. на режисьора Спайк Лий, с участието на Стив Харви, Д. Л. Хюли, Седрик Шоумена и Бърни Мак, които са сценаристи на филма. Филмът е продуциран от MTV Productions и Latham Entertainment и е разпространен от Paramount Pictures.